# Championnat du Danemark de football 2004-2005
Navigation
Saison précédente Saison suivante
La saison 2004-2005 du Championnat du Danemark de football est la 92e édition du championnat de première division au Danemark. Les 12 meilleurs clubs du pays se retrouvent au sein d'une poule unique, la Superligaen, où ils s'affrontent trois fois, à domicile et à l'extérieur. À l'issue du championnat, les deux derniers du classement sont relégués et remplacés par les deux meilleurs clubs de 1.division.
C'est le Brøndby IF qui remporte la compétition en terminant en tête de la poule. C'est le 10e titre de champion du Danemark de l'histoire du club. Brøndby réalise même le doublé en battant le FC Midtjylland en finale de la Coupe du Danemark.

## Les 12 clubs participants
| - FC Copenhague - Herfølge BK - AGF Aarhus - Viborg FF - Randers FC - Promu de 1.division - FC Midtjylland | - Silkeborg IF - Promu de 1.division - OB Odense - FC Nordsjælland - Brondby IF - AaB Aalborg - Esbjerg fB |

## Compétition

### Classement
Le barème utilisé pour établir le classement est le suivant :
- Victoire : 3 points
- Match nul : 1 point
- Défaite : 0 point

| Rang | Équipe            | Pts | J  | G  | N  | P  | Bp | Bc | Diff |
| ---- | ----------------- | --- | -- | -- | -- | -- | -- | -- | ---- |
| 1    | Brøndby IF (C)    | 69  | 33 | 20 | 9  | 4  | 61 | 23 | +38  |
| 2    | FC Copenhague (T) | 57  | 33 | 16 | 9  | 8  | 53 | 39 | +14  |
| 3    | FC Midtjylland    | 57  | 33 | 17 | 6  | 10 | 49 | 40 | +9   |
| 4    | AaB Aalborg       | 53  | 33 | 15 | 8  | 10 | 59 | 45 | +14  |
| 5    | Esbjerg fB        | 49  | 33 | 13 | 10 | 10 | 61 | 47 | +14  |
| 6    | OB Odense         | 48  | 33 | 13 | 9  | 11 | 61 | 41 | +20  |
| 7    | Viborg FF         | 48  | 33 | 13 | 9  | 11 | 43 | 45 | -2   |
| 8    | Silkeborg IF (P)  | 47  | 33 | 13 | 8  | 12 | 50 | 52 | -2   |
| 9    | AGF Aarhus        | 39  | 33 | 11 | 6  | 16 | 47 | 53 | -6   |
| 10   | FC Nordsjælland   | 30  | 33 | 8  | 6  | 19 | 36 | 59 | -23  |
| 11   | Herfølge BK       | 25  | 33 | 6  | 7  | 20 | 29 | 71 | -42  |
| 12   | Randers FC (P)    | 24  | 33 | 5  | 9  | 19 | 30 | 64 | -34  |

|  | Qualification pour la Ligue des clubs champions 2005-2006                                                                                                 |
|  | Qualification pour la Coupe UEFA 2005-2006 |
|  | Relégation en 1.division |
|  | (T) : Tenant du titre (C) : Vainqueur de la Coupe du Danemark (P) : Promu de deuxième division En italique : Qualification pour la Royal League 2005-2006 |

## Bilan de la saison
| Championnat du Danemark de football 2004-2005 |                        |
| Champion                                      | Brøndby IF (10e titre) |
| Coupes et trophées                            |                        |
| Vainqueur de la Coupe du Danemark 2004-2005   | Brøndby IF             |
| Qualifications continentales                  |                        |
| Ligue des clubs champions 2005-2006           | Brøndby IF             |
| Coupe UEFA 2005-2006                          | FC Copenhague          |
| Coupe UEFA 2005-2006                          | FC Midtjylland         |
| Coupe UEFA 2005-2006                          | Esbjerg fB             |
| Promotions et relégations                     |                        |
| Promus en Superligaen                         | AC Horsens             |
| Promus en Superligaen                         | SønderjyskE            |
| Relégués en 1.division                        | Herfølge BK            |
| Relégués en 1.division                        | Randers FC             |

## Meilleurs buteurs
| Rang | Joueur            | Club            | Buts |
| ---- | ----------------- | --------------- | ---- |
| 1    | Steffen Højer     | OB              | 20   |
| 2    | Fredrik Berglund  | Esbjerg fB      | 19   |
| 3    | Mwape Miti        | OB              | 17   |
| 4    | José Mota         | Viborg FF       | 14   |
| 5    | Thomas Kahlenberg | Brøndby IF      | 13   |
| 5    | Tommy Olsen       | FC Nordsjælland | 13   |
| 7    | Simon Bræmer      | AaB             | 12   |
| 7    | Mads Junker       | FC Nordsjælland | 12   |
| 9    | Poul Hübertz      | Herfølge BK     | 11   |
| 9    | Mohamed Zidan     | FC Midtjylland  | 11   |
| 9    | Kim Olsen         | FC Nordsjælland | 11   |
| 9    | Jan Kristiansen   | Esbjerg fB      | 11   |
| 9    | Morten Skoubo     | Brøndby IF      | 11   |